# 金大建
金大建（キム デゴン 김대건、1821年8月21日 - 1846年9月16日）は朝鮮最初のカトリック司祭である。洗礼名に使われる場合はアンドレア・キム・デゴンとする。カトリック教会の聖人で祝日は9月20日である。

## 生涯
忠清道沔川郡泛西面ソルメ村（現・忠清南道唐津市牛江面）生まれ。本貫は金海金氏。7歳のとき、京畿道龍仁郡内四面に移り、同地で育った。1836年、フランス人司祭P・モーバン(韓国語版)から洗礼を受け、司祭志願者としてモーバン神父と共にソウルへ赴いた。 
通訳であった劉進吉から中国語を学び、モーバンの紹介状をもって中国に渡った。朝鮮布教の責任をもっていたマカオのパリ外国宣教会のカレーリ神父から神学および西洋の諸学問とフランス語・中国語・ラテン語を習った。1842年、キリスト教への弾圧が行われていた朝鮮半島への密入国に挑んだ。 何度も密入国に失敗したため、一旦、八家子に戻ってメストロ神父の元で神学の研鑽を続けた。1845年になって一人で国境を越えて漢城への潜入に成功し、ひそかに布教を続けた。後にパリ外国宣教会に支援を要請するために再びソウルを出て上海に渡った。上海で韓国人として最初の司祭に叙階され、8月ベルヌー司教、ダブルィ司教(英語版)と共に上海を出港した。出港して3日後に嵐に遭い済州島に漂着したが、その後、忠清南道に潜入して各地で布教にあたった。1846年に逮捕され、厳しい拷問と取調べを受けた。宣教会の仲間と信徒たちへの遺言書を書き残した後、26歳で処刑され、殉教した。

## 列聖
1857年教皇庁によって尊者とされ、1925年には列福、1984年に教皇ヨハネ・パウロ2世によって他の102名の殉教者と共に列聖された。